# 고토다 고키
고토다 고키(일본어: 後藤田 亘輝, 1999년 5월 15일~)는 일본의 축구 선수이다.

## 구단 경력
그는 2021년 J2리그의 미토 홀리호크에 입단했다. 2024년까지 37경기에 출전. 2025년 J3리그의 FC 류큐로 이적했다.